# Ruri
Ruri (jap. るり, ルリ) – żeńskie imię japońskie.

## Możliwa pisownia
Ruri można zapisać, używając wielu różnych znaków kanji i może znaczyć m.in.:
- 瑠璃, „lapis lazuli”
- 琉璃, „lapis lazuli”

Jako imię
- 瑠璃, „lapis lazuli”
- 流理, „przepływ, logika”
- 留莉, „zatrzymać, jaśmin”
- 瑠里, „lapis lazuli, miasto”

## Znane osoby
- Ruri Asano (るり), japońska seiyū
- Ruri Mizutani (光里), członkini japońskiego zespołu Bon-Bon Blanco

## Fikcyjne postacie
- Hojo no Ruri (ルリ), postać z mangi Onmyō Taisenki
- Ruri, postać z gry wideo PS2 Eureka Seven vol. 2: New Vision
- Ruri (瑠璃), główna bohaterka gry wideo PS2 Ururun Quest: Koiyuuki
- Ruri Himeyuri (瑠璃), bohaterka anime To Heart 2
- Ruri Hoshino (ルリ), bohaterka anime Martian Successor Nadesico
- Ruri Mihashi (瑠里), Big Windup!
- Ruri Saiki (翠雀), bohaterka mangi i anime Angel Sanctuary
- Ruri Saionji (瑠璃), bohaterka mangi Hot Gimmick
- Ruri Sarasa (ルリ), główna bohaterka mangi Tokyo Underground